# Red Swan (dal)
A Red Swan a Singeki no kjodzsin című japán anime 3. évadjához készült nyitódal, melyet Yoshiki írt és Hyde énekelt fel. A dal televíziós változata 2018. július 23-án jelent meg digitális platformokon (Apple Music, Spotify stb.), fizikai formában október 3-án jelenik meg; ekkor adják ki a teljes verziót is, külön CD-n. A két zenész 2018. szeptember 17-én a Music Station című műsorban élőben is előadták a dalt. A dal negyedik volt az Oricon heti listáján, a Billboard Japan Hot 100 listán pedig az ötödik.

## Háttere
A dalt eredetileg X Japan-dalként harangozták be, melynek különlegessége, hogy az együttes énekese, Toshi nem szerepel benne, és az X Japant csak két tagja, Yoshiki és Sugizo képviseli. Később a dal mégis Yoshiki feat Hyde megjelöléssel jelent meg, nem X Japan-dalként.

## Számlista
Az összes dal szerzője Yoshiki. 
| 1. | Red Swan                |  |
| 2. | Red Swan (Instrumental) |  |

| 1. | Red Swan                |  |
| 2. | Red Swan (Instrumental) |  |
| 3. | Red Swan: TV Edit       |  |

## Közreműködők
- Yoshiki – dobok, zongora, gitár, basszusgitár, szintetizátor, hangszerelés, producer
- Hyde – ének
- Sugizo – gitár
- Pata – gitár
- Heath – basszusgitár